# Papalagi
Papalagi: tal av söderhavshövdingen Tuiavii från Tiavea är en bok av Erich Scheurmann publicerad i Tyskland 1920. Boken innehåller beskrivningar av europeiskt liv, enligt Scheurmann genom Samoa-hövdingen Tuiaviis ögon. Originaltiteln på tyska var Der Papalagi - Die Reden ses Südseehäuptlings Tuiavii aus Tiavea. Boken har även publicerats på engelska 1997 med titeln Tuiavii's Way. Pocketversioner på svenska utgavs 1983 och 1998. Talet består av elva avsnitt som beskriver olika delar av européns livsföring och mål i livet. Några exempel på slutsatser i Tuiaviis beskrivningar är att Papalagi (uttalas: papalangi; betydelse: den vite mannen) är demonisk och leder naturfolken i fördärv med sin materialism och brist på högre moral. Det avslutande kapitlet rubriceras "Papalagi vill dra oss in i sitt mörker".
Boken har genom åren mött kraftig kritik som ett påhitt av Eric Scheurmann. En av de starkaste nutida kritikerna är Gunter Senft, psykolingvistiker vid Max-Planck-institutet i Nijmegen, som analyserat och avklätt Papalagi i sin vetenskapliga artikel "Weird Papalagi and a fake Samoan chief: A foot note to the noble savage myth". Scheurmann lyckades aldrig ge några trovärdiga bevis för innehållet i sin vistelse på Samoa 1914 och hur han kunde lära sig deras språk på bara några månader, under vilka han dessutom satt fängslad mesta tiden på grund av att han var tysk och första världskriget just hade brutit ut. Boken betraktas av Senft som en bluff från Scheurmann i syfte att framföra sina egna sedelärande åsikter utan att själv behöva bli attackerad av dåtidens kritiker.

## Källförteckning
1. ↑  Senft, Gunther. Weird Papalagi and a fake Samoan chief: A footnote to the noble savage myth. Arkiverad från originalet den 3 mars 2016. https://web.archive.org/web/20160303171109/http://coreservice.mpdl.mpg.de:8080/ir/item/escidoc:64703/components/component/escidoc:131144/content. Läst 26 mars 2024